# Crazy Party Night 〜ぱんぷきんの逆襲〜
「Crazy Party Night 〜ぱんぷきんの逆襲〜」（クレイジー パーティ ナイト ぱんぷきんのぎゃくしゅう）は、2015年9月2日に発売されたきゃりーぱみゅぱみゅの11枚目のシングル。
表題曲は、2015年9月から行なわれるきゃりーの全国ツアー「きゃりーぱみゅぱみゅ JAPAN HALL TOUR - Crazy Party Night 2015」のテーマソングとして制作され、「年中ハロウィンのような派手で奇抜な衣装に象徴されるきゃりーぱみゅぱみゅのキャラクターを基に、中田ヤスタカが書き下ろししたハロウィンソング」と各公式サイトで紹介された。
日本のハロウィンが事実上ディズニーランド発祥であることを踏まえると、本曲のテーマパークらしい可愛らしさは「本来の日本のハロウィンの姿」に近いものとも言え、また3年前の「ファッションモンスター」が“誰かのルールに縛られたくない”という尖ったメッセージを表現したのに対し、“みんなで踊ろうよ”という本曲のメッセージは、日本におけるハロウィンの受容と変容を反映しているようだと音楽評論家のレジーは論じている。
売り上げは苦戦し、初週12位に留まり、『ゆめのはじまりんりん』以来となるTOP10割れとなった。オリコンで作品がランクインした『つけまつける』以降の作品の中では2015年12月現在最も順位が低い。

## 収録曲
1. Crazy Party Night 〜ぱんぷきんの逆襲〜
  - コカ・コーラ ハロウィンキャンペーン2015CMソング
  - イオン「Let's ハロパ! Halloween Party! 2017」CMソング
2. No No No
  - グリコ『アイスの実』CMソング
3. おしえてダンスフロア
  - SHARP AQUOS 4K CMソング
4. きまま
  - 任天堂『とびだせ どうぶつの森』CMソング
5. Crazy Party Night ～ぱんぷきんの逆襲～ -instrumental-
6. No No No -instrumental-
7. おしえてダンスフロア -instrumental-
8. きまま -instrumental-

### 初回限定盤DVD
1. CANDY CANDY
2. もんだいガール
3. チェリーボンボン
4. do do pi do
5. PONPONPON

2015年4月に NHK で行なわれたプレミアムライヴ『きゃりーぱみゅぱみゅ 〜秘密のスウィートパウダールーム〜』を収録したもので、このライブはきゃりーのデビュー時から衣装を担当してきた飯嶋久美子が演出を手掛け、ステージはパウダールームを模したものになっている。

## アートワーク
アートワークは、黒をベースに赤（初回限定盤）、青（通常版）をシンプルに配した、きゃりーとしては珍しくシックな雰囲気となっている。鉄板が波打ったような奇抜なヘアスタイルが印象的なきゃりーの装いのコンセプトは「おもちゃのきゃりー」で、デビュー時からきゃりーのアートワークを手掛けてきた Steve Nakamura は「HALLOWEENはMAGICが起きる日。きゃりーがおもちゃになったようなイメージを表情やポージング、ヘア、衣装で表現しました。夜になると目が開いて、黒い体のパーツが消え、上半身が透明になり、そこにSMOKEや電気が現れ、おもちゃのきゃりーが生き返る」と説明している。

## ミュージックビデオ
ミュージックビデオはテレビのレポーターに扮したきゃりーが都内某所のパーティーに潜入取材し、ポップでホラーな世界に迷い込んでゆくというストーリーになっている。きゃりー自身は「ただ恐いだけじゃなく、私らしくポップで思わず笑っちゃう作品」に仕上がったと語っている。
今回のミュージックビデオは、きゃりーとしては初めて監督に田中裕介を迎えて制作された。きゃりーは“ぱんぷきんの逆襲”というサブタイトルから「ハロウィンらしいホラー感の演出」にこだわり、企画段階から入念に打合せを重ねて、都内で2日がかりの撮影を行なった。まず衣装は、ハロウィンといえばオレンジと紫を基調とするのが定番だが、きゃりーの大人らしさを表現するため、敢えて赤と黒という組み合わせでデザインされた。また登場するゾンビも「ポップでカワイイゾンビ」という独特のキャラクターになっており、6人いるモンスターダンサー（犬、ロボット、スーパーヒーロー、ケーキ女、キャンデー夫人、パンプキン）でハロウィンらしい非日常的な世界を表現している。ダンスは、大人から子供まで踊れるという点にこだわりながら、ハロウィンというテーマに則ってゾンビやガイコツをイメージして作られており、きゃりー自身の要望でタップダンスも取り入れられている。制作スタッフは以下の通り。
- 監督 - 田中裕介
- スタイリスト - 飯嶋久美子
- ヘアメイク - 小西紳士
- コレオグラファー - I COULD NEVER BE A DANCER（パリ在住のコレオグラファーデュオ[14]）
- 美術セット - magma